# Caspar Springer
Caspar Springer, född 24 januari 1937, är en friidrottare från Barbados. Han deltog vid olympiska sommarspelen 1972.